# Nicolás López Loera
Nicolás López Loera (Matehuala, San Luis Potosí., 1900 - Ciudad de México, 1985). Maestro, escritor y político potosino. Presidente municipal de Matehuala entre 1941 y 1945, y diputado local en dos ocasiones: de 1945 a 1948 y de 1951 a 1954.

## Biografía
Hijo de Sebastián López Obregón y Juliana Loera, a la edad de 17 años se inició como maestro ayudante y fundó la primera escuela secundaria pública de Matehuala, la Escuela Secundaria Federal por Cooperación No.1, de la que fue su primer director. (Ver Nota 1 al final de este artículo).
En 1930 contrajo nupcias con Socorro Martínez Martínez, teniendo catorce hijas e hijos que se dedicaron, entre otras cosas, a la docencia, la cultura, la política y la lucha sindical.
Militante priísta, fue presidente municipal de Matehuala entre 1941 y 1945, y diputado local en dos ocasiones: de 1945 a 1948 y de 1951 a 1954, siendo también presidente de la Comisión Permanente del Congreso del Estado de San Luis Potosí.
impregnó por la mejoría e incremento de los planteles educativos en toda la gama de niveles y especialidades, lo que exacerbó el encono entre dos grupos regionales de políticos: los del altiplano potosino desértico con cabecera en Matehuala y los de la Huasteca Potosina donde radicaba el Cacique Gonzalo N. Santos. La zona recibió el invaluable beneficio del trazo y paso por Matehuala de la Carretera Federal 57 México - Piedras Negras, el beneficio del Programa Internacional "Ayuda Para El Progreso" de la postguerra y el nuevo nivel de respeto con el que desde entonces fue tratada esta árida región de San Luis Potosí.
En 1969 renunció al Partido Revolucionario Institucional (PRI), tras los acontecimientos de 1968 y la posterior detención de uno de sus hijos, Nicolás López Martínez, como preso político en Lecumberri.
Colaboró para distintas publicaciones regionales, entre ellas el periódico local El Imparcial, firmando sus poemas y artículos con el seudónimo de Leonzo Cáspil, anagrama de su nombre.
En 1983, su esposa, Socorro Martínez fallecería en la ciudad de San Luis Potosí; un año y medio murió él en la Ciudad de México.
Nota: A partir de 1961, la primera escuela secundaria de Matehuala recibió como nombre para su designación, el de una de sus ya para entonces eméritas maestras, la Profa. María L. Castillo, lo que ocurrió al mismo tiempo que el cambio de su domicilio -de la calle de Escobedo (donde ahora está la Escuela "David G. Berlanga") a un nuevo edificio, al oriente de la ciudad de Matehuala, a orillas de la Carretera Central (Carretera Federal 57) frente a la confluencia con la carretera interestatal SLP-NL Matehuala-Dr. Arroyo. Con el paso de los años, esta escuela secundaria evolucionó a ser Escuela Secundaria y Preparatoria "María L. Castillo" y por diversas gestiones burocráticas, y algunos olvidos políticos e históricos, la clave presupuestal que autorizaba la federación para mantener a la antigua escuela secundaria fue utilizada para asignarla a un nuevo plantel, otra vez en otro domicilio, ahora con mayor capacidad y mejores estándares de diseño y construcción, al final oriental de la calle matehualense de Fco. y Madero, denominada "Francisco Zarco", que bien merecía llevar el nombre de este ilustre matehualense que demostró en su persona y en la de sus hijos lo que Zarco décadas antes aludiera: no esconderse tras el disfraz de periodista para demostrar como hombre su pensamiento, sus valores y su sentido de la honestidad.